# Yui
Yui, também estilizado YUI, é uma cantora japonesa de J-pop e J-rock (26 de março de 1987 em Fukuoka, no Japão). Ela canta, toca violão, guitarra, piano e também compõe as suas próprias canções. Apesar de ser relativamente desconhecida fora do Japão, ganhou algum reconhecimento internacional com a canção "Life", o quinto tema de encerramento juntamente com a canção "Rolling Star", na quinta abertura da popular série de anime Bleach, e na primeira abertura da série de anime Fullmetal Alchemist Brotherhood com a música "Again".
O seu primeiro álbum, From Me To You, foi lançado em 22 de fevereiro de 2006 e recebeu excelentes críticas. O álbum foi um sucesso, alcançando a nona posição no top semanal de vendas no Japão. O single principal, "Tokyo", alcançou a quarta posição nas tabelas da MTV Japão.
Aos 11 anos, por recomendação de um amigo, começou a estudar música, violão e composição em uma escola privada de música na sua terra natal, Fukuoka. Desejando tornar-se profissional, ela pegou no violão e cantou em locais públicos como a costa de Shingu e no meio dos campos de arroz de Kaminofu.
Em março de 2004, numa audição da Sony Music Japan, todos os juízes a avaliaram com a nota máxima, o que causou um frenesi entre as editoras. Na audição ela interpretou três temas — "Why Me", "It's Happy Line" e "I Know" — apesar de ser permitido aos participantes cantar apenas duas músicas. Sentada no chão de pernas cruzadas, ela tocou violão e cantou. Os juízes e outras pessoas presentes afirmaram que "a atuação criou uma tremenda aura a partir da sua voz, e cativou os corações de toda a audiência".
Após trocar Fukuoka por Tóquio, YUI escreveu o tema "Feel My Soul". Ela planejava lançá-lo numa editora independente como homenagem à sua terra natal, quando a canção chegou aos ouvidos do produtor da TV Fuji, o Sr. Yamaguchi, que também viu a demo do videoclipe. Ele afirmou que a voz de YUI o fascinou de tal forma que foi ele próprio visitar o estúdio. Também criou um forte laço entre o seu drama de prime-time e o tema de estreia de YUI.
Yui também entrou num filme lançado em junho de 2006 chamado Taiyo no uta (em japonês: タイヨウのうた; romaniz.: Taiyō no Uta; lit. "Canção do Sol"), que participou no Festival de Cinema de Cannes.
Com o lançamento de "Gloria" em 2010, YUI se tornou a segunda cantora/compositora, em sete anos, a ter quatro singles consecutivos ("Summer Song", "Again", "It's All Too Much"/"Never Say Die" e "Gloria") em primeiro lugar no Oricon, seguindo os passos de Utada Hikaru.

## Perfil
- Nome Artístico: YUI[1]
- Nome Verdadeiro: O nome verdadeiro de Yui nunca foi referido oficialmente. Muitos websites listam-no como Yoshioka YUI (吉岡唯), mas tendo em conta que as fontes são desconhecidas, é provável que a informação seja incorrecta. Nos créditos do filme Taiyou no Uta também não é possível verificar o verdadeiro nome.
- Data de Nascimento: 26 de Março de 1987
- Altura: 1,55 m
- Peso: 52 kg
- Tipo de Sangue: AB
- Signo: Áries
- Hobbies: Filmes, ler, violão e badminton
- Local Favorito: Praia de Shingu, o Mar de Niimiya

## História
YU escrevia poemas desde o ensino médio, mas foi aos 16 anos, que aconselhada pela mãe, decidiu investir na música, indo estudar em uma escola particular em Fukuoka, sua cidade natal.
Em Março de 2004, YUI participou de sua primeira audição na Sony Music Japan. Na ocasião, YUI cantou três canções: "Why Me", "It’s Happy Line" e "I Know", encantando o júri e as 20.000 pessoas que acompanharam a audição, o que posteriormente lhe renderia um contrato com a gravadora.
O primeiro lançamento da cantora veio em 24 de dezembro de 2004, o single "It’s Happy Line", que além da faixa título, contou com outra música que YUI cantou em sua audição na Sony Music Japan: "I Know". O single foi lançado pelo selo indie Leaflet Records e limitado a 2.000 cópias.

### From Me To You (2005-2006)
A estreia de YUI como major aconteceu em 23 de fevereiro de 2005, com o single "Feel My Soul", lançado pela Sony Music Japan. A faixa título era um tributo a sua cidade natal e foi utilizada no dorama Fukigen na Gene, juntamente com a música "It’s Happy Line". O single vendeu mais de 100.000 cópias e conseguiu o oitavo lugar no ranking semanal da Oricon em sua semana de lançamento. Entre as quatro músicas do single, estava Why me, música que YUI cantou em sua primeira audição. Um dos grandes responsáveis pela rápida ascensão de YUI foi Mr. Yamaguchi, produtor da TV Fuji, que encantado com a música "Feel My Soul", resolveu levar seu videoclipe à televisão.
Ainda em 2005, YUI lançaria mais dois singles: "Tomorrow's Way", cuja faixa título foi tema do filme Hinokio, e "Life", cuja faixa título foi utilizada como quinto encerramento do popular anime Bleach.
No início de 2006, mais dois lançamentos: o single "le pireguytha", e, finalmente, o álbum de estreia da cantora: From me to You" (tradução livre: "De mim para você"), ultrapassando as (inserir valor) cópias vendidas.

### Can't Buy My Love (2006-2007)
Nesse mesmo ano, YUI fez sua estreia como atriz no filme Taiyou no Uta, lançado no dia 17 de Junho de 2006. O filme teve algum sucesso, sendo exibido no Festival de Cinema de Cannes, na França, e com Yui recebendo o prêmio de atriz revelação no Japan Academy Prize.
Além de ser atriz no filme, seu sexto single "Good-bye Days" foi criado especificamente para o filme, com todas as músicas participando de sua trilha sonora. O single teve grande sucesso atingindo a terceira posição do ranking semanal da Oricon.
Nesse mesmo ano, YUI ainda lançou mais um single: "I Remember You", que também teve um bom número de vendas.
O ano de 2007 começou com o lançamento de mais um single: "Rolling Star". Com uma pegada mais rock, mais uma vez uma música de YUI estaria presente na trilha sonora de Bleach, com a faixa título sendo escolhida como a quinta abertura do anime.
Seu próximo single, "CHE.R.RY", teve sua faixa título utilizada como tema em um comercial da KDDI, empresa de telemarketing japonesa.
Em seguida, chegava à hora da cantora lançar seu segundo álbum: Can't Buy My Love, atingindo a primeira posição do ranking semanal da Oricon por duas semanas seguidas. O álbum foi um verdadeiro sucesso, vendendo mais de 680.000 cópias.

### I Loved Yesterday (2007-2008)
O nono single de YUI , o duplo Lado A "My Generation"/"Understand", mais uma vez alcançou o primeiro lugar no ranking da Oricon na semana de lançamento. A faixa "My Generation" foi utilizada como tema do dorama Seito Shokun!, enquanto "Understand" foi tema do filme Dog in a Sidecar.
"Love & Truth" décimo single da cantora, teve sua faixa utilizada como tema do filme Closed Note.
Em Novembro de 2007, foi lançado o primeiro DVD de YUI , intitulado Thank You My Teens. O DVD trazia um dos shows da segunda turnê de Yui. Ainda em novembro, a cantora se apresentou no Nippon Budokan pela primeira vez, com todos os ingressos esgotados.
Em 27 de Fevereiro de 2008, YUI lançava "Namidairo", seu décimo-primeiro single, cuja faixa título foi utilizada como tema do dorama 4 Shimai Tantei Dan.
Poucos dias depois do lançamento, um vídeo promocional de uma canção era lançado: "Laugh Away". A música, que foi utilizada como tema de um comercial da empresa Gilco, foi lançada como single digital em 10 de março de 2008.
Em 9 de Abril de 2008, YUI lançou seu terceiro álbum I Loved Yesterday, que mais uma vez chegou à primeira posição do ranking semanal da Oricon, vendendo mais de 400.000 cópias. A música "Oh Yeah", décima faixa do álbum, foi utilizada como tema do programa Mezamashi TV. Em sua edição limitada, o álbum incluía um DVD, com PV's de seus singles e o show do Nippon Budokan.

### My Short Stories (2008)
Seu próximo lançamento seria o single "Summer Song", o primeiro de YUI a alcançar a primeira posição do ranking da Oricon sem ser utilizado como tema de algum filme, dorama, anime ou comercial.
Ainda em 2008, foi lançada a coletânea My Short Stories, uma compilação com B-Sides dos singles de YUI , atingindo a primeira posição do ranking da Oricon, e fazendo com que YUI repetisse o feito de Seiko Matsuda, com seu álbum Touch Me de 1984, tornando-se a segunda artista feminina a atingir o topo do ranking da Oricon com uma compilação de B-Sides. O álbum incluía ainda uma música inédita: "I'll Be".
Após esse lançamento, YUI decidiu tirar um descanso de sua carreira musical para repor as energias para seus próximos lançamentos. Durante essa pausa, a cantora ainda compôs a canção "I Do It", para a banda Stereopony.

### Holidays in The Sun (2009-2010)
Depois de alguns meses de hiato, YUI retornou com um novo single: "Again", cuja faixa título foi utilizada como abertura para o anime Fullmetal Alchemist Brotherhood. Mais uma vez, o single alcançou o topo do ranking semanal da Oricon.
YUI ainda lançou mais um single em 2009: "It's All Too Much"/"Never Say Die", cujas músicas fizeram parte da trilha sonora da adaptação live action para o cinema do anime Kaiji. O single chegou ao primeiro lugar do ranking da Oricon mais uma vez.
Em 20 de janeiro de 2010, YUI lançou seu novo single: "Gloria". Com mais de 80.000 cópias vendidas em 1 semana, o single fez com que Yui novamente alcançasse o topo do ranking da Oricon, fazendo-a a terceira artista feminina a chegar à marca de 4 hits número 1 consecutivos, ao lado de Utada Hikaru e Ayumi Hamasaki.
Para celebrar seus 5 anos de carreira, YUI lançou recentemente um vídeo promocional da música "Muffler", a B-Side do single "Gloria".
Em 2 de julho de 2010, Yui lançou mais outro single de sucesso, alcançando a posição de número 1 no ranking da Oricon na primeira semana. Foi nesse single "To Mother", que YUI acabou deixando de lado o violão, para criar uma música com melodia mais suave, utilizando o piano.
Após dois anos e três meses, YUI lançou o seu 5 º álbum "Holidays In The Sun". O álbum conseguiu ficar em 1ª lugar no Oricon, vendendo mais de 300 mil cópias. De acordo com o lançamento de "Holidays In The Sun" YUI comentou: "É realmente muito tempo desde o último álbum, e eu estou um pouco nervosa sobre isso (risos). Durante estes dois anos, para todas as pessoas, que me apoiaram, a todos os amigos e parentes e, mais do que qualquer coisa que os fãs, que foram antecipando minhas atividades - Eu estou tão cheia de gratidão. Muito obrigado! Este álbum tornou-se um registro com um grande número de memórias . É algo que eu sou orgulhosa. Eu ficaria muito feliz se todos gostarem!!"
Após o lançamento do álbum "Holidays in the Sun", YUI iniciou uma turnê nacional no Japão. A Tour teve início no dia 12 de Setembro na cidade Ichihara no "City Convention Hall" e terminará em Tokyo no grande "Nippon Budokan" no dia 2 de Novembro.

### How Crazy Your Love (2010-2013)
Durante o período de apresentações de sua 4º turnê, YUI anunciou seu 17º single intitulado Rain. Seu lançamento no dia 24 de Novembro acabou garantindo mais de 65.000 mil cópias na primeira semana.
Com o fim da turnê, YUI aproveitou também para viajar para a Suécia e trabalhar em uma nova canção intitulada "Your Heaven", a canção foi composta para a campanha “Play You” da Sony Walkman. A canção foi em um show chamado Live in the Dark, onde YUI apareceu ao lado da cantora JASMINE e do cantor de R&B Shota Shimizu. As apresentações foram feitas literalmente no escuro, pois a intenção era apenas “ouvir” a música. A campanha deu bastante certo e  trouxe uma boa repercussão na mídia japonesa na época que foi lançada.
Além de Your Heaven, YUI escreveu a música It's My Life, compondo assim o seu 18º Single a-side. "It’s My Life" está sendo usada na propaganda da instituição de edução U-CAN.co. Foram feitos três CMs diferentes onde conta com a participação de Kou Shibasaki, Osamu Mukai e Tae Kimura.
O 18º single "It's My Life/Your Heaven" foi lançado no dia 26 de Janeiro de 2011, garatindo quase a marca de 70 mil cópias, superando as vendas de "Rain" na primeira semana.
No dia 9 de Março de 2011, YUI lançou o seu segundo DVD denominado HOTEL HOLIDAYS IN THE SUN, depois de mais de 2 anos desde o Thank You My Teens. O DVD contém a apresentação completa da apresentação no "Nippon Budokan" realizada no dia 2 de Novembro de 2010. O DVD apresenta 22 músicas, com as faixas do álbum Holidays in The Sun, além de sucessos como CHE.R.RY, Rolling Star, Rain e entre outras canções.
No dia 1 de junho de 2011 yui lançou o seu 19.º single, HELLO～Paradise Kiss～. As faixas, HELLO ~ Paradise Kiss ~ e YOU foram utilizadas como tema de abertura e encerramento do filme Paradise Kiss. O lançamento do single ficou na terceira posição no ranking da Oricon na primeira semana.
Em 2011 YUI realizou seu primeiro concerto estrangeiro, em Hong Kong no dia 26 de junho, enchendo a Asia World Arena com 7500 fãs. YUI  tem continuado no topo das paradas em Hong Kong desde o seu 2.º álbum, "CAN’T BUY MY LOVE", e a sua mais recente, "Holidays In The Sun". Ela ganhou popularidade por toda a Ásia, principalmente em Hong Kong e na Coreia do Sul. O produto de bens originais vendidos no show ao vivo serão doados para caridade através da Japan Plataform para as áreas atingidas pelo grande terremoto Tohoku.
Em 5 de outubro de 2011 YUI lançou mais um single, intitulado Green A.live. A faixa principal foi composta após o terremoto e tsunami de Tohoku e foi dedicada especialmente para as vítimas do desastre. A canção foi feita com a proposta de tocar os corações de seus ouvintes com a mensagem “Vamos avançar para o amanhã todos unidos”. Sobre a escolha do título, YUI comentou: “Eu coloquei este título na canção com o significado de ‘viver dentro da terra’, porque às vezes, pergunto-me se eu não perdi algo precioso enquanto vivia em uma cidade. Comecei a pensar sobre o destino através desta canção”.
Após quase um mês do lançamento de Green A.live, YUI lançou seu 6º álbum "How Crazy your love", em 2 de novembro de 2011 que ficou em primeiro no rank semanal da oricon charts. A 4.ª faixa do álbum, Lock On, foi utilizada como tema do Dorama Kaito Royale.Logo deu início a sua 6º Tour Cruising~How Crazy Your Love. Após o fim da tour, em 28 de março de 2012 YUI lança o DVD live de sua performance no Nippon Budoukan.
Em 5 de setembro lança seu novo single intitulado Fight,canção que YUI escreveu como parte da composição do concurso anual da NHK NCON. Em 24 de outubro YUI lança seu primeiro album tributo chamado SHE LOVES YOU onde suas canções foram coverizadas por vários artistas, sendo eles: miwa, SCANDAL, negoto, Nakagawa Shoko, Kylee, Stereopony, Ide Ayaka, Aoi Eir, joy, Goose house, Sawai Miku, Dancing Dolls, todos com cover de YUI. Além disso, a própria YUI participou com um auto-cover gravado de um de seus Lives. Uma curiosidade é que o título do album mais uma vez é inspirado em uma música dos Beatles.
Em 5 de dezembro YUI lançou o seu primeiro álbum best. O lançamento do álbum foi simultâneo de dois CDs de luxo.
“GREEN GARDEN POP” e “ORANGE GARDEN POP”. No final de 2012 YUI anuncia que entrará em hiato por tempo indeterminado.De acordo com YUI, ela encontrou um novo interesse que ela quer explorar.

### Flower Flower (2013-atualmente)
Após pouco tempo de hiato, Yui retornou em 2013 como vocalista da banda Flower Flower causando surpresa nos fãs. Em 27 de março de 2014, Yui revelou no blog de sua banda que ela fora diagnosticada com Transtorno do pânico, o que resultou no cancelamento de algumas apresentações. Em 17 de abril de 2015 a cantora anunciou no blog de sua banda que ela havia se casado com um homem de fora da indústria musical e estava grávida. Em agosto de 2015 ela deu à luz dois meninos saudáveis.

## Discografia

### Álbuns
| #        | Nome do Álbum                    | Número de vendas | Posição no ranking semanal da Oricon |
| -------- | -------------------------------- | ---------------- | ------------------------------------ |
| 1º Álbum | From Me To You (22.02.2006)      | 292,175          | #4                                   |
| 2º Álbum | Can't Buy My Love (04.04.2007)   | 693,358          | #1                                   |
| 3º Álbum | I Loved Yesterday (09.04.2008)   | 479,987          | #1                                   |
| 4º Álbum | Holidays in The Sun (14.07.2010) | 309,253          | #1                                   |
| 5º Álbum | How Crazy Your Love (02.11.2011) | 202,312          | #1                                   |

### Álbuns BEST
| Nome do Álbum                  | Número de vendas | Posição no ranking semanal da Oricon |
| ------------------------------ | ---------------- | ------------------------------------ |
| My Short Stories (12.11.2008)  | 269.366          | #1                                   |
| GREEN GARDEN POP (05.12.2012)  | 210,397          | #2                                   |
| ORANGE GARDEN POP (05.12.2012) | 207,874          | #3                                   |

### Singles
| #                        | Nome do Single                               | Número de vendas           | Posição no ranking semanal da Oricon |
| ------------------------ | -------------------------------------------- | -------------------------- | ------------------------------------ |
| 1º Single (independente) | It's Happy Line (24.12.2004)                 | Limitado para 2.000 cópias | -                                    |
| 1º Single (estreia)      | Feel My Soul (23.02.2005)                    | 107.930                    | #8                                   |
| 2º Single                | Tomorrow's Way (22.06.2005)                  | 32.391                     | #15                                  |
| 3º Single                | Life (09.11.2005)                            | 44.708                     | #3                                   |
| 4º Single                | Tokyo (18.01.2006)                           | 20.123                     | #15                                  |
| 5º Single                | Good-Bye Days (14.06.2006)                   | 241.873                    | #3                                   |
| 6º Single                | I Remember You (20.09.2006)                  | 65.241                     | #2                                   |
| 7º Single                | Rolling Star (17.01.2007)                    | 169.277                    | #4                                   |
| 8º Single                | CHE.R.RY (07.03.2007)                        | 168.964                    | #2                                   |
| 9º Single                | My Generation/Understand (13.06.2007)        | 135.093                    | #1                                   |
| 10º Single               | Love & Truth (26.09.2007)                    | 144.651                    | #1                                   |
| 11º Single               | Namidairo (27.02.2008)                       | 115.168                    | #3                                   |
| 12º Single               | Summer Song (02.07.2008)                     | 108.825                    | #1                                   |
| 13º Single               | again (03.06.2009)                           | 163.634                    | #1                                   |
| 14º Single               | It's All Too Much/Never Say Die (07.10.2009) | 108,793                    | #1                                   |
| 15º Single               | Gloria (20.01.2010)                          | 113,723                    | #1                                   |
| 16º Single               | To Mother (02.06.2010)                       | 89,554                     | #1                                   |
| 17º Single               | Rain (24.11.2010)                            | 83,706                     | #2                                   |
| 18º Single               | It's my life/Your Heaven (26.01.2011)        | 88,458                     | #3                                   |
| 19º Single               | HELLO～Paradise Kiss～/YOU (01.06.2011)      | 100,124                    | #3                                   |
| 20º Single               | Green a.live (05.10.2011)                    | 71,838                     | #1                                   |
| 21º Single               | fight (05.09.2012)                           | 55,942                     | #5                                   |

.

### Álbuns tributo
- 24 de outubro de 2012: SHE LOVES YOU

### DVD
- 6 de fevereiro de 2006: Movie "Taiyou no Uta" x YUI for Kaoru no Uta
- 22 de novembro de 2006: Taiyou no Uta Premium Edition
- 14 de novembro de 2007: Thank You My Teens
- 9 de maio de 2008: Movie "Closed Note" Music Movie with YUI
- 3 de setembro de 2011: YUI 4º Tour 2010: Hotel Holidays in the Sun
- 28 de março de 2012: YUI 5º Tour 2011~2012: Cruising How Crazy Your Love

### Compilações / Outros
- [25.01.2006] HIT STYLE (#27 "feel my soul")
- [13.12.2006] BLEACH THE BEST (#8 "LIFE")
- [05.03.2008] Best of LISMO! (#9 "CHE.R.RY")
- [16.04.2008] J-MOVIE SONGS (#6 "Good-bye days")
- [24.09.2008] Shiawase ni Nareru Uta (#20 "Happy Birthday to you you")
- [17.12.2008] BLEACH BEST TUNES (#1 "Rolling star")
- [18.02.2009] J-Popper Densetsu 2 "DJ Kazu in WHAT's IN? 20th MIX" (#30 "Rolling star")
- [25.03.2009] Title wa LIFE Desu. (#30 "Rolling star")
- [14.10.2009] FULLMETAL ALCHEMIST Original Soundtrack (#5 "again (TV size)")

## Filmografia
- [17 de junho de 2006] Taiyou no Uta (como Amane Kaoru)
- [2011] Kaito Royale (como Cameo)

## Performances

### Turnês
- YUI 1º Tour 2006 "7 Street": Live Life Love (21 de março - 18 de abril de 2006)
- YUI 2º Tour 2007 "Spring & Jump": Can't Buy My Love (13 de abril - 1, Junho 2007)
- YUI 3º Tour 2008 "Oui": I Loved Yesterday (5 maio - 19 julho, 2008)
- YUI 4º Tour 2010: Hotel Holidays in the Sun (12 de setembro - 2 de novembro de 2010)
- YUI 5ºTour 2011: "Cruising": How Crazy Your Love (11 de novembro de 2011 - 25 de janeiro de 2012)

### Lives
- YUI Live 2007: Nippon Budokan (19 de novembro de 2007)
- YUI Live 2011: Hong Kong Hotel Holidays in the Sun (26 de junho de 2011)